# 지의류

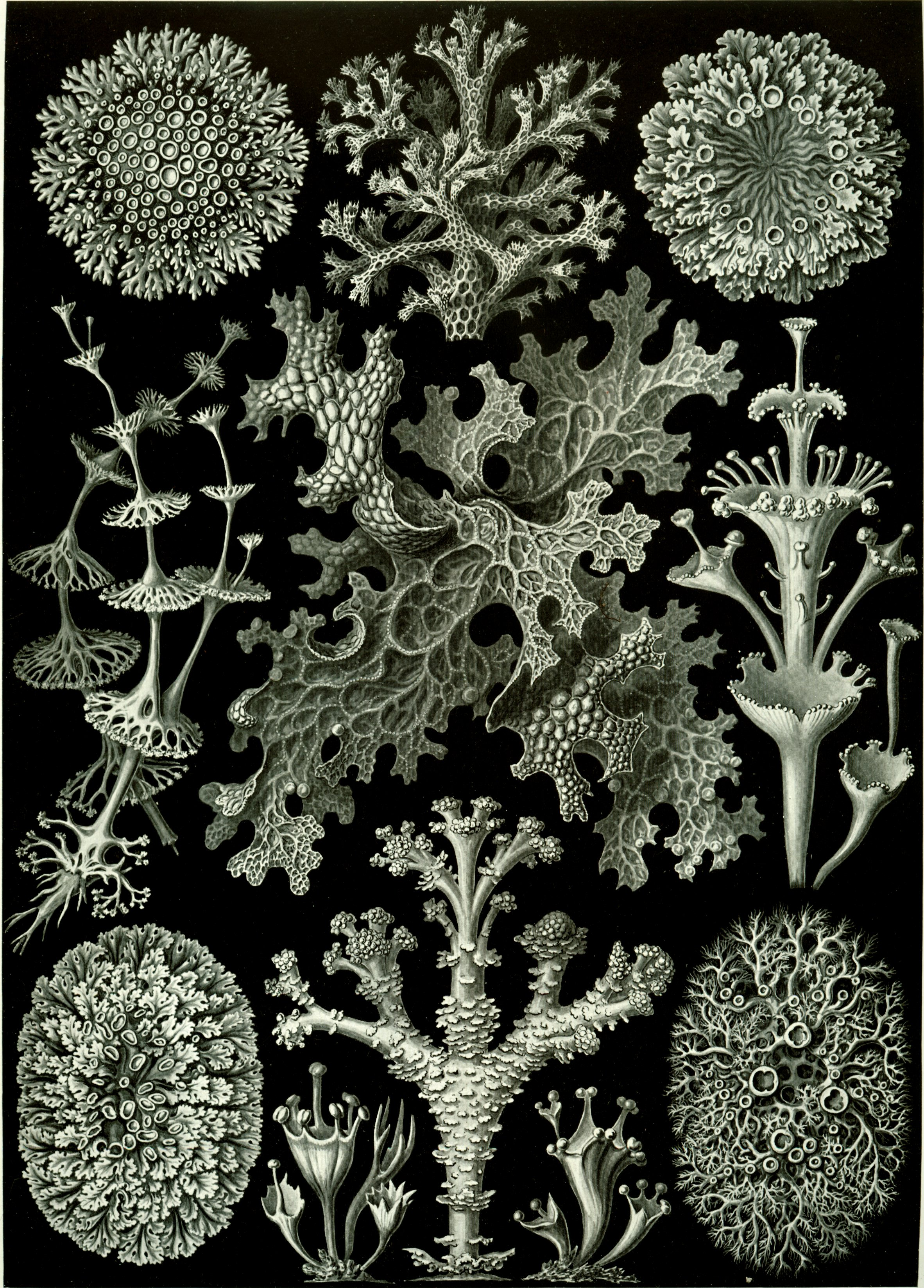
"Lichenes" from Ernst Haeckel's Artforms of Nature, 1904

지의류(地衣類, Lichen)는 보통 녹조류, 혹은 남조류(시아노박테리아])가 균류(주로 자낭균류)와 공생하는 복합 유기체다. 지의류의 구조, 생리, 그리고 생화학 기능은 격리 집단인 균류와 조류와는 많이 다르다. 지의류는 북극의 툰드라, 사막, 바닷가에 있는 돌, 유독한 화산암 더미와 같은 극한 환경에서도 자라며, 또한 열대우림이나 온대 지방의 나뭇잎 혹은 가지, 벽이나 묘비 같은 바위에 기착하여 자라기도 한다.
지의류는 지구상 여러 곳에 퍼져있는 강인한 장수 생물이지만, 외부 환경 변화에 약해, 과학자들이 오존층의 손상 정도나 금속의 오염도를 산정하기 위해 지의류를 이용하기도 한다. 또한, 물감, 향수, 민간 약품을 제조할 때도 이용된다.

## 공생체의 특성
지의류의 황단면을 현미경으로 살펴보면 피층 밑에 녹색의 세포가 층을 이루고 있는 것을 볼 수 있다. 이 세포는 지의류에서만 볼 수 있는 특유한 것으로 '고니디아'라고 불리는데, 이것에 의해서 광합성을 하는 것이 알려져 예전에는 독립된 식물 무리로 다루어졌다. 그러나 19세기 후반에 이르러, 고니디아는 지의류 속에서 만들어지는 것이 아니라, 외계의 조류를 몸 속에 끌어들여 공생하고 있는 것이라는 새로운 학설이 발표되었다. 당시, 이 학설은 쉽게 받아들여지지 않았다. 그러나 고니디아를 지의류에서 따로 떼어 인공 배양을 하거나 원래의 지의류 균사와 함께 두어 지의류를 합성하는 등의 실험을 통하여, 지의류는 균류와 조류가 공생하는 독특한 식물이라는 것이 확인되었다. 즉, 균류는 조류가 광합성으로 만든 탄수화물을 이용하고, 조류는 균류로부터 수분 등을 공급받으면서 공생한다.
그런데 지의류에서의 균류와 조류의 공생은 일반적인 자연계에서의 공생과는 상당한 차이가 있다. 예를 들어, 콩과 식물과 뿌리혹박테리아의 공생에서는 둘 다 독립적으로 생활하다가 나중에야 공생 상태에 들어가는 반면, 지의류의 경우는 처음부터 공생하게 된 것으로 보인다.

## 환경
지의류는 균류나 조류가 단독으로는 살 수 없는 곳에서 살아나갈 수 있다. 예를 들어, 높은 산에 드러난 바위 표면은 낮 동안은 직사일광 때문에 타는 듯이 뜨겁고 밤에는 어는점 아래로 내려갈 정도여서, 단독 균류나 조류는 자랄 수 없지만 지의류는 자란다.
한편, 화산 분출로 유출된 용암 위에 맨처음 나타나는 것은 지의류이다. 즉, 지의류가 암석 표면을 토양화시키면, 비로소 다른 식물들이 자랄 수 있게 된다. 따라서, 지의류를 '식물 군락의 개척자'라고도 한다. 히말라야나 알프스 지방의 고산에서는 꼭대기의 눈이 쌓여 있는 바로 아래쪽에 지의대가 자리잡고 있는 것을 볼 수 있다.

## 분류
벌레이끼와 같은 지의류를 구성하는 균류는 대부분이 자낭균류로, 현재까지 알려진 지의류 총 종수의 거의 99%를 차지한다. 여기에서 나머지 1%는 담자균류와 불완전균류이다. 그러나, 1종만은 조균류로 구성되어 있는데, 이것은 완전한 지의류로 인정할 수 없다고 하여 제외시켜지거나 불완전지의류로 다루어지기도 한다.
한편, 지의류를 구성하는 조류는 남조식물이 약 13속, 녹조식물이 19속이다. 이와 같이 지의류는 균류와 조류로 구성되어 있지만, 분류할 때는 균류에 더 중점을 두므로, 먼저 자낭지의류와 담자지의류로 나누고, 분류상 그 아래의 단계에서는 생식 기관의 구조 등으로 구별하는데, 과나 속 단계에 이르면 조류가 문제시 된다. 또한, 종 단계에서는 지의류가 함유하는 성분이 중요한 특징이 된다.
한편, 조류와 균류가 결합된 가루눈이 자라서 새로운 개체를 이루는데, 그 생김새에 따라서 수상지의류, 각상지의류, 엽상지의류로 나눈다.